# Schraplau
Schraplau ist eine Stadt im Saalekreis, Sachsen-Anhalt (Deutschland).

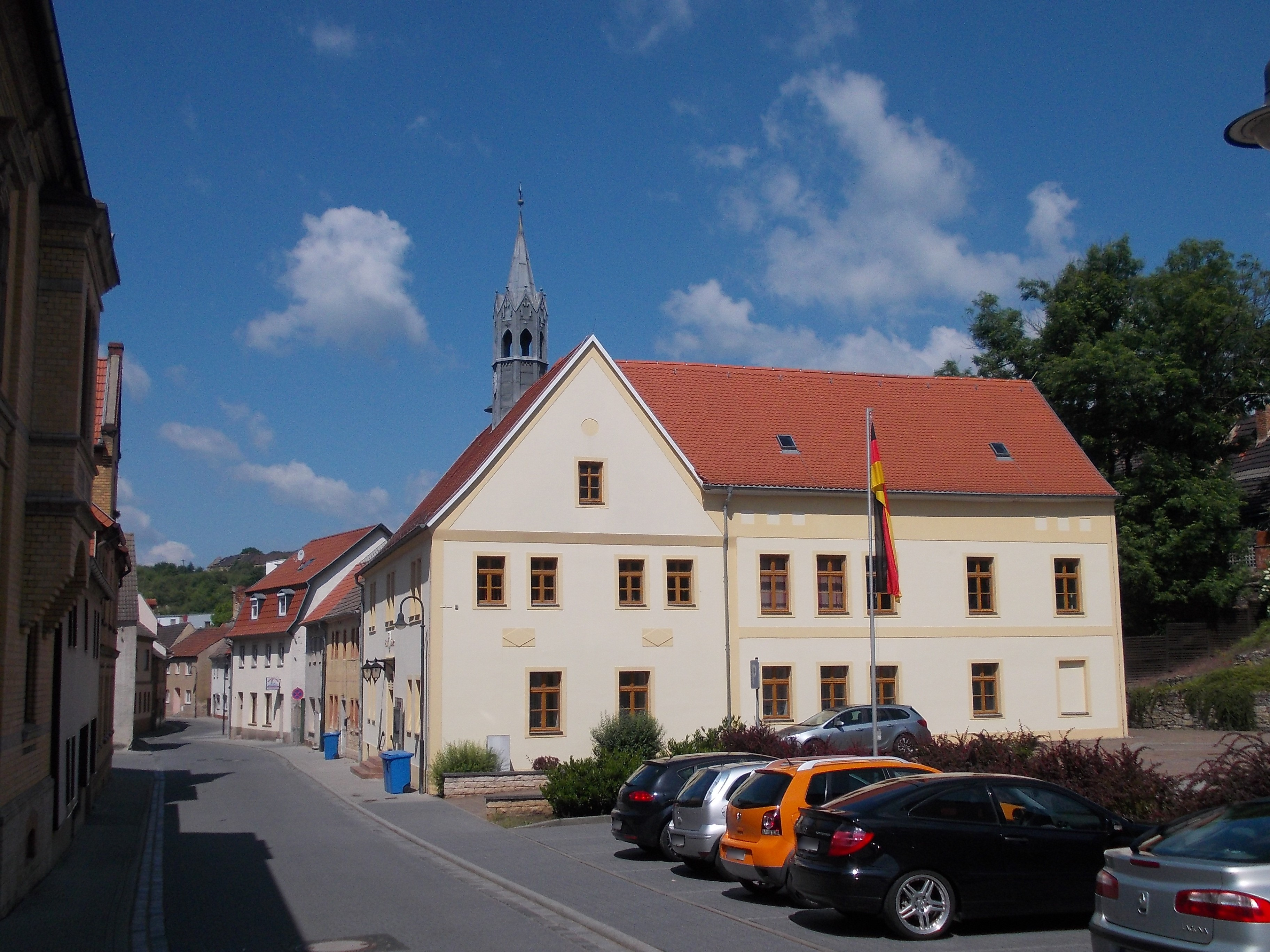
Marktstraße mit Rathaus

## Geografie
Schraplau liegt zwischen Halle (Saale) und Lutherstadt Eisleben im Tal der Weida. Die Stadt gehört der Verbandsgemeinde Weida-Land an, die ihren Verwaltungssitz in der Gemeinde Nemsdorf-Göhrendorf hat.
Nachbargemeinden sind Seegebiet Mansfelder Land im Norden und Osten. Innerhalb der Verbandsgemeinde: Obhausen im Süden und Farnstädt im Westen.

## Geschichte
- In einem zwischen 881 und 899 entstandenen Verzeichnis des Zehnten des Klosters Hersfeld (Hersfelder Zehntverzeichnis) wird Schraplau als „zehntpflichtiger Ort Scrabanloch im Friesenfeld“ urkundlich erwähnt. In der Stadt befindet sich die Burg Schraplau.
- Um 1254 besaß die Johanniskirche in Schraplau in der heutigen Wüstung Dresewitz 2,5 Hufen Acker.

### Konfessionsstatistik
Laut der Volkszählung 2011 waren im Jahr 2011 6 % der Einwohner evangelisch, 2 % katholisch. Zirka 92 % waren konfessionslos, gehörten einer anderen Glaubensgemeinschaft an oder machten keine Angabe.
Die Zahl der Protestanten und Katholiken ist seitdem weiter gesunken. Laut Zensus 2022 hatte die Gemeinde Schraplau in Sachsen-Anhalt mit 94,8 % den größten Anteil an Personen mit Zugehörigkeit zu keiner oder einer sonstigen Glaubensgemeinschaft (Stand Mai 2022).
Die evangelisch-lutherische Kirchengemeinde Schraplau mit ihrer Kirche St. Johannes gehört zum Pfarramt Querfurt-Nord (Sitz: Eisleben-Osterhausen) im Kirchenkreis Merseburg der Evangelischen Kirche in Mitteldeutschland. 
Die Katholiken sind der Pfarrei St. Bruno mit Sitz in Querfurt im Bistum Magdeburg zugeordnet, deren nächste Filialkirche St. Anna in Röblingen am See ist.

## Politik

### Bürgermeister
Ehrenamtlicher Bürgermeister ist seit 2019 Olaf Maury, zuvor war es seit 22. Januar 2012 Frank Birke.

### Wappen
Das Wappen wurde am 6. November 2012 durch den Landkreis genehmigt.
Blasonierung: „In Silber auf grünem Schildfuß vorn ein römischer Soldat mit roter Tunika, Pteruges, Stiefeln und Helm mit Federbusch, in der Rechten das abgeschlagene bärtige Haupt Johannes des Täufers an dessen schwarzen Haaren haltend, in der Linken ein erhobenes Schwert mit silberner Klinge und goldenem Griff mit Knauf und Parierstange, hinten ein gefugter und gezinnter, spitzbedachter und beknaufter roter Turm mit drei silbernen Durchbrüchen (2:1).“
Die Farben der Stadt sind in Anlehnung an die Wappenfarben Rot – Weiß – Grün.

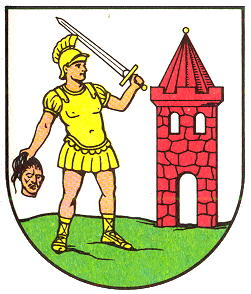
Gewohnheitsrechtlich geführtes Stadtwappen
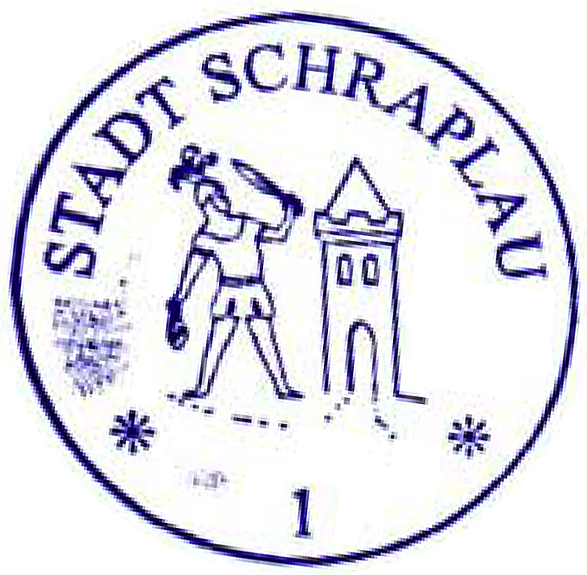
Bildsiegel der Stadt

Das Wappen führte die Stadt in Gewohnheitsrecht ohne Genehmigung, bis es vom Kommunalheraldiker Jörg Mantzsch heraldisch korrekt gezeichnet und ins Genehmigungsverfahren geführt wurde. Dieses Motiv führt Schraplau heute im Bildsiegel.

### Flagge
Die Flagge ist rot-weiß-grün (1:1:1) gestreift (Querformat: Streifen waagerecht verlaufend, Längsform: Streifen senkrecht verlaufend) und mittig mit dem Stadtwappen belegt.
Am 10. November 2012 wurde die Flagge, die ebenfalls vom Heraldiker Mantzsch gestaltet wurde, durch eine feierliche Flaggenweihe auf dem Marktplatz von Schraplau anlässlich eines Stadtfestes öffentlich präsentiert.

## Kultur und Sehenswürdigkeiten

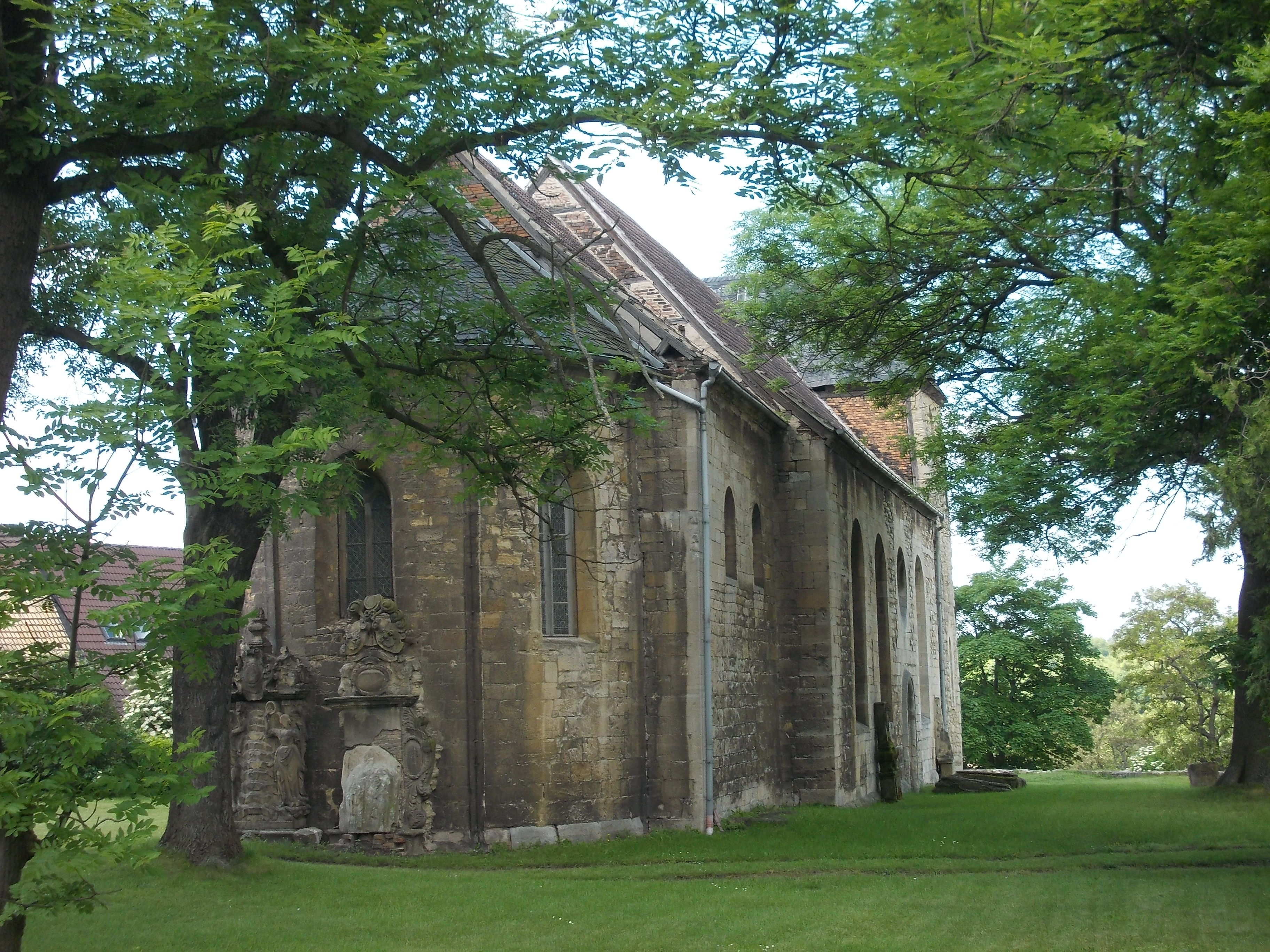
Stadtkirche St. Johannes

### Bauwerke
- Burg Schraplau
- die Stadtkirche St. Johannes

Sehenswürdigkeiten
- historisch eingerichtete Apotheke
- Erlebnis-Freibad (dauerhaft geschlossen)[6]

## Wirtschaft und Infrastruktur

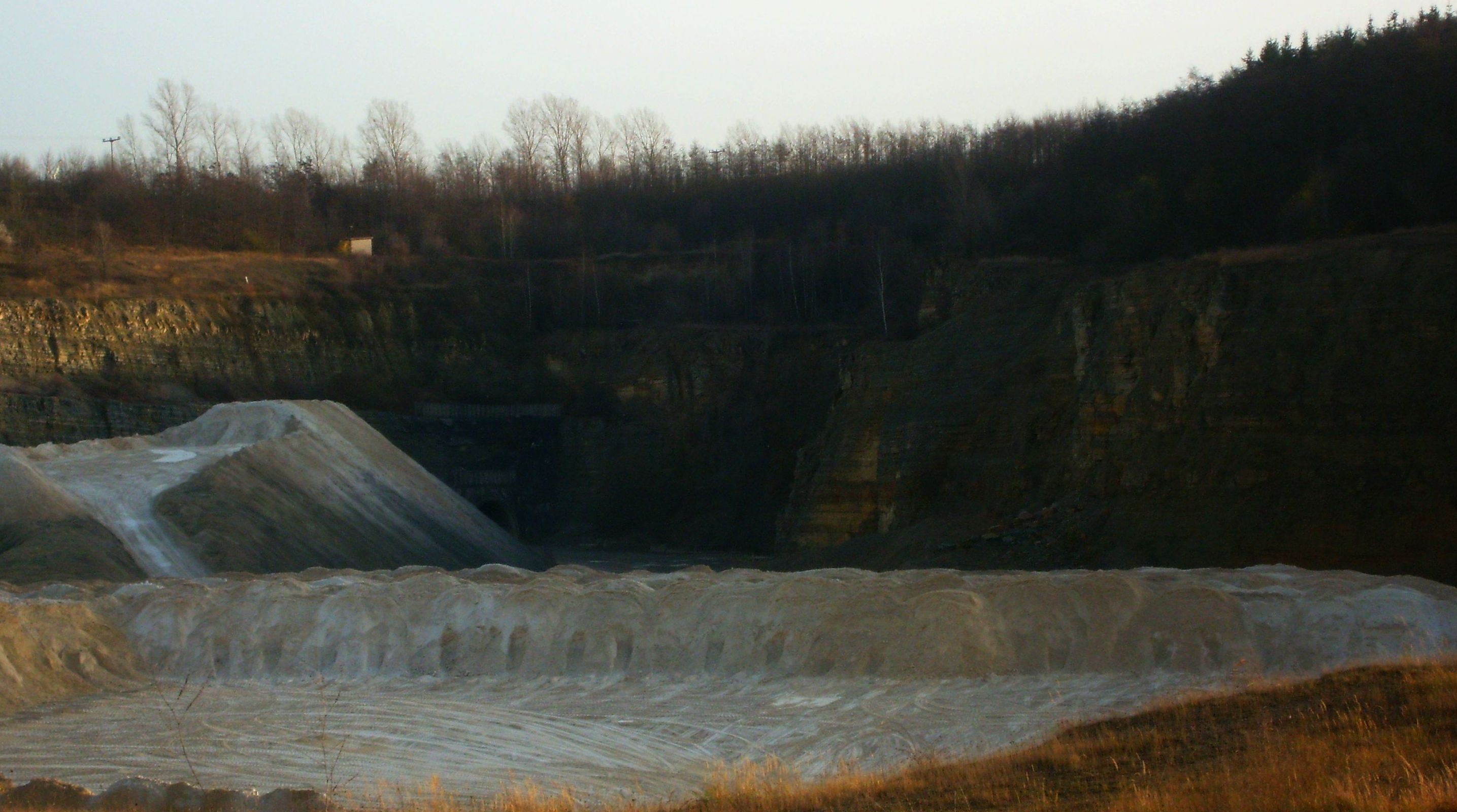
Kalksteinbruch Schraplau

Im Ort befindet sich ein Kalkwerk, in dem Kalkstein aus dem benachbarten Tagebau gewonnen wird.
Mit der Eröffnung der Bahnstrecke Röblingen am See–Vitzenburg hatte Schraplau ab 1904 Zugang zum deutschen Eisenbahnnetz. Seit der Einstellung des Personenverkehrs Ende 2003 gibt es auf dieser Strecke nur noch Güterverkehr von und nach Röblingen.

## Persönlichkeiten
- Ernst Martin (1885–1974), Politiker (DNVP)
- Karl Rehbaum (* 1937), Offizier, Oberst im Ministerium für Staatssicherheit der DDR